# レトロでんしゃ館
レトロでんしゃ館（レトロでんしゃかん、Nagoya City Tram & Subway Museum）は、愛知県日進市浅田町の名古屋市交通局日進工場の敷地内にある名古屋市交通局が運営する施設である。正式名称は名古屋市 市電・地下鉄保存館。
2000年（平成12年）6月1日に、名古屋市交通局日進工場敷地内にオープンした（6月2日となっている場合もある）

## 概要
名古屋市の地下鉄・路面電車車両の静態保存施設で、館内には名古屋市交通局でかつて使用されていた地下鉄や市電の車両が3台展示されている。また、常設・企画展示コーナーや鉄道運転シミュレータ（「とことん地下鉄!!大名古屋」を利用している）などもある。
入口の近くにある事務所では各種資料や鉄道運転ゲームなどの交通局グッズを販売している。
展示されている車両には自由に入ることも可能で、車内には当時の新聞記事やポスターなどが展示されている。
2015年（平成27年）7月に入館者が100万人を突破した。

## 展示されている車両
- 市電1400形（1421号）[1]
- 市電3000形（3003号）[1]
- 市電2000形（2017号）[1]
- 地下鉄100形（107号・108号車、通称黄電）[1]

## 開館時間・休館日
- 開館時間：10:00 - 16:00[2]
- 入場無料[2]
- 休館日：毎週水曜日、年末年始[2]

## アクセス
- 名古屋市営地下鉄鶴舞線・名鉄豊田線 赤池駅2番出口より徒歩で約7分[1][2]。